# This Is Me Trying (canción)
"This Is Me Trying" (estilizada en minúsculas ) es una canción grabada por la cantante y compositora estadounidense Taylor Swift . Está tomado de su octavo álbum de estudio Folklore (2020), que fue lanzado el 24 de julio de 2020 a través de Republic Records. Swift y Jack Antonoff escribieron la canción, que también fue producida por ellos junto con Joe Alwyn, inicialmente bajo su pseudónimo William Bowery.
La novena pista del álbum, "This Is Me Trying", es una canción pop de ensueño meditativa y pop orquestal con el apoyo de un órgano, ritmos lentos y cuernos. Sus letras abordan temas de arrepentimiento, responsabilidad, baja autoestima , alcoholismo y crisis existencial. Tras el lanzamiento de Folklore, "This Is Me Trying" recibió críticas positivas de los críticos musicales; el elogio se centró en la voz de Swift y la interpretación de la canción de la salud mental, la adicción y la vulnerabilidad emocional.
Comercialmente, la canción debutó en el número 39 en el Billboard Hot 100 y en el número 13 en el Rolling Stone Top 100 luego del lanzamiento de Folklore, junto con las otras 15 pistas del álbum. Aterrizó en el número 9 en la lista Billboard Hot Rock & Alternative Songs y alcanzó el top 20 en Australia y Singapur, y se ubicó dentro del top 40 en Canadá.

## Antecedentes y lanzamiento
Creo que estaba escribiendo desde la perspectiva de tres personajes diferentes, uno que está pasando por eso; Estaba canalizando las emociones que sentía en 2016, 2017, donde sentí que no valía absolutamente nada. Y luego, el segundo verso trata sobre cómo lidiar con la adicción y los problemas con la lucha todos los días. Y cada segundo del día, estás tratando de no caer en viejos patrones, y nadie a tu alrededor puede ver eso, y nadie te da crédito por ello.

-  Swift hablando sobre su canción "This Is Me Trying", Entertainment Weekly 
Taylor Swift lanzó por sorpresa su octavo álbum de estudio, Folklore, el 24 de julio de 2020, a través de Republic Records. El álbum evita usar la producción pop optimista de los lanzamientos anteriores de Swift y adapta el folk indie y los estilos alternativos, provocados por colaboraciones con Aaron Dessner y Jack Antonoff. Swift también trajo a Joe Alwyn para ayudar a producir el álbum, lo que hizo junto con Swift y Antonoff en "This Is Me Trying", la novena pista de Folklore.

## Composición
Swift ha declarado que "This Is Me Trying" se inspiró en múltiples narrativas, como su estado mental en 2016-2017 cuando "sintió que [ella] no valía absolutamente nada", así como temas de adicción  y crisis existencial. En la película documental Folklore: The Long Pond Studio Sessions , Swift afirmó que la canción toca el alcoholismo. Al escuchar la canción atentamente, su puede oír el aullido de un lobo durante la primera estrofa, al igual que en Betty, la decimocuarta pista de Folklore (2020). Algunos fans piensan que estas canciones están relacionadas entre sí, y que está narrada desde el punto de vista de "James", uno de los personajes ficticios creados por Swift para su álbum.
Es una canción orquestal y dream pop que documenta la responsabilidad y el arrepentimiento de un narrador alcohólico que admite sentir que no son suficientes.  Está instrumentado principalmente por un órgano, percusiones, cuerdas, un saxofón y más. El rango vocal de Swift en la canción se extiende entre D 3 y C 5 . La canción está escrita en la clave de La mayor.

## Créditos y personal
Los créditos están adaptados de las notas del álbum.
- Taylor Swift  - voz, composición, producción
- Joe Alwyn  - producción
- Jack Antonoff  - producción, composición, batería en vivo , percusión , programación, teclados , bajo , coros, órgano , grabación
- Evan Smith - saxofones , teclados
- Bobby Hawk - cuerdas
- Lorenzo Wolf - cuerdas
- Laura Sisk - grabación
- John Rooney - asistente de ingeniería
- Jon Sher - asistente de ingeniería
- Serban Ghenea  - mezcla
- John Hanes - ingeniería de mezclas
- Randy Merrill  - masterización